# Фернанду Каяду
Фернанду Каяду (порт. Fernando Caiado, 2 березня 1925, Леса-да-Палмейра — 12 листопада 2006) — португальський футболіст, що грав на позиції півзахисника. По завершенні ігрової кар'єри — тренер.
Виступав за клуби «Боавішта» та «Бенфіка», а також національну збірну Португалії.
П'ятиразовий володар Кубка Португалії. Дворазовий чемпіон Португалії. 

## Клубна кар'єра
У дорослому футболі дебютував 1945 року виступами за команду клубу «Боавішта», в якій провів п'ять сезонів. 
1950 року перейшов до клубу «Бенфіка», за який відіграв 9 сезонів. За цей час двічі виборював титул чемпіона Португалії. Завершив професійну кар'єру футболіста виступами за «Бенфіку» у 1959 році.

## Виступи за збірну
1946 року дебютував в офіційних матчах у складі національної збірної Португалії. Протягом кар'єри у національній команді, яка тривала 11 років, провів у формі головної команди країни 16 матчів.

## Кар'єра тренера
Завершивши кар'єру гравця у 1959, залишився у клубній структурі лісабонської «Бенфіки», де до 1965 року працював на тренерських посадах, а 1962 року деякий час був виконувачем обов'язків головного тренера команди.
1966 року став головним тренером команди «Брага», тренував клуб з Браги один рік.
Протягом 1967–1969 років очолював тренерський штаб лісабонського «Спортінга».
Згодом з 1969 по 1970 та протягом 1975—1977 років був головним тренером «Віторії» (Гімарайнш).
Протягом частини 1977 року тренував «Боавішту», а 1978 року удруге очолив «Брагу», головним тренером команди якої був до 1979 року.
Помер 12 листопада 2006 року на 82-му році життя.
| Дата       | Місто     | Господарі  | Результат | Гості      | Турнір            | Голи | Примітки |
| ---------- | --------- | ---------- | --------- | ---------- | ----------------- | ---- | -------- |
| 16-06-1946 | Оейраш    | Португалія | 3 – 1     | Ірландія   | товариський матч  | -    |          |
| 02-04-1950 | Мадрид    | Іспанія    | 5 – 1     | Португалія | Відбір до ЧС 1950 | -    |          |
| 12-05-1951 | Кардіфф   | Уельс      | 2 – 1     | Португалія | товариський матч  | -    |          |
| 19-05-1951 | Ліверпуль | Англія     | 5 – 2     | Португалія | товариський матч  | -    |          |
| 17-06-1951 | Оейраш    | Португалія | 1 – 1     | Бельгія    | товариський матч  | -    |          |
| 20-04-1952 | Коломб    | Франція    | 3 – 0     | Португалія | товариський матч  | -    |          |
| 23-11-1952 | Порту     | Португалія | 1 – 1     | Австрія    | товариський матч  | -    |          |
| 14-12-1952 | Оейраш    | Португалія | 1 – 2     | Аргентина  | товариський матч  | -    |          |
| 28-11-1954 | Оейраш    | Португалія | 1 – 3     | Аргентина  | товариський матч  | -    |          |
| 19-11-1954 | Оейраш    | Португалія | 0 – 3     | Німеччина  | товариський матч  | -    |          |
| 04-05-1955 | Глазго    | Шотландія  | 3 – 0     | Португалія | товариський матч  | -    |          |
| 20-11-1955 | Оейраш    | Португалія | 2 – 6     | Швеція     | товариський матч  | -    |          |
| 25-12-1955 | Каїр      | Єгипет     | 0 – 3     | Португалія | товариський матч  | -    |          |
| 08-04-1956 | Оейраш    | Португалія | 0 – 1     | Бразилія   | товариський матч  | -    |          |
| 03-06-1956 | Оейраш    | Португалія | 3 – 1     | Іспанія    | товариський матч  | -    |          |
| 09-06-1956 | Оейраш    | Португалія | 2 – 2     | Угорщина   | товариський матч  | -    |          |
| Усього     |           | Матчів     | 16        |            | Голів             | 0    |          |

## Титули і досягнення

### Як гравця
- Володар Кубка Португалії (5):

«Бенфіка»: 1950-1951, 1952-1953, 1954-1955, 1956-1957, 1958-1959
- Чемпіон Португалії (2):

«Бенфіка»: 1954-1955, 1956-1957